# 10865 Thelmaruby
10865 Thelmaruby è un asteroide della fascia principale. Scoperto nel 1995, presenta un'orbita caratterizzata da un semiasse maggiore pari a 3,0857919 UA e da un'eccentricità di 0,1125975, inclinata di 0,97956° rispetto all'eclittica.